# Gertrud Wiebke Schröder
Gertrud Wiebke Schröder (* 16. Oktober 1897 in Kiel; † 27. August 1977 ebenda) war eine deutsche Bildhauerin und Kunstgewerblerin.

## Leben

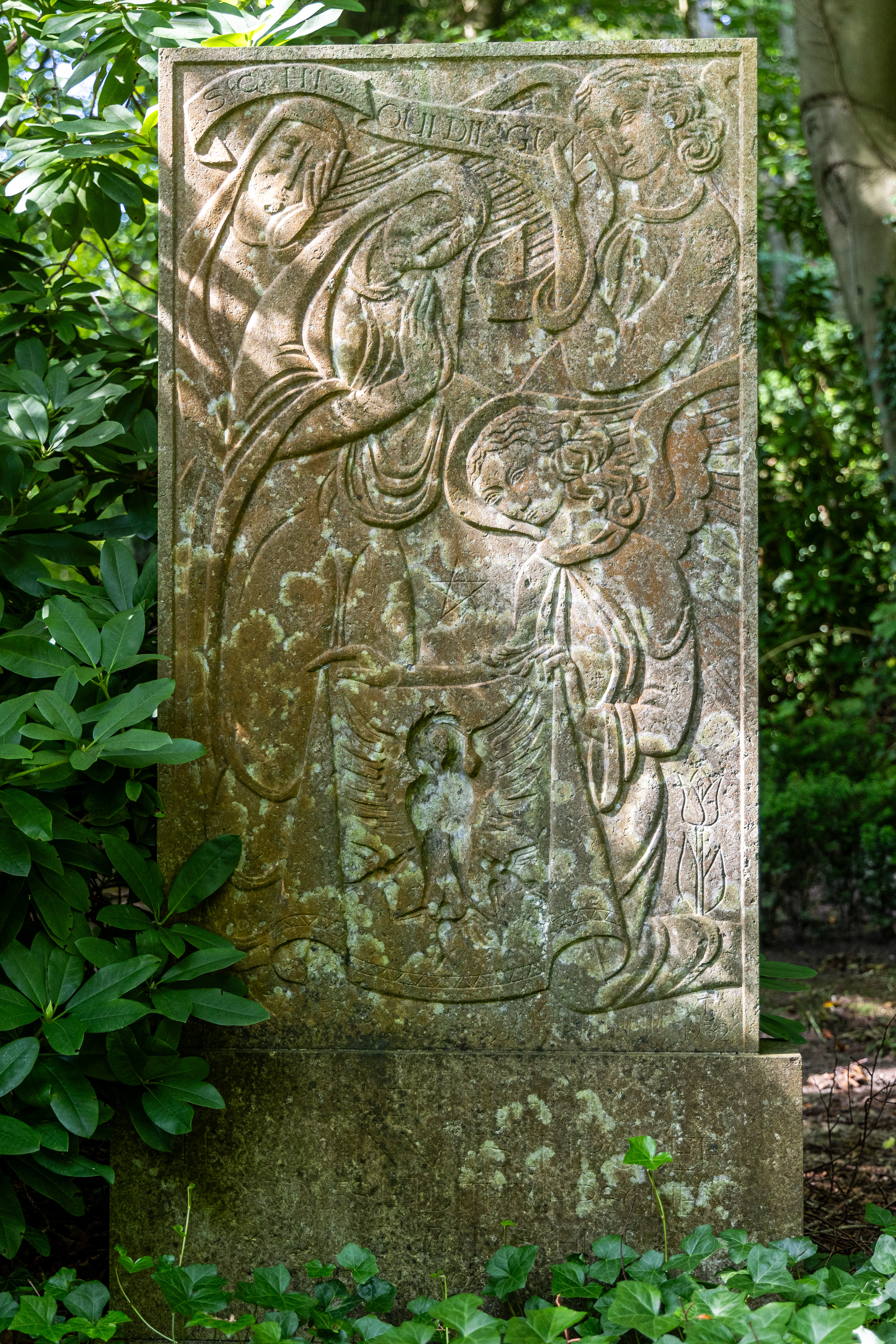
Grabmal Minna Schröder auf dem Parkfriedhof Eichhof

### Familie
Gertrud Wiebke Schröder war die Tochter von Minna Schröder.
Im Adressbuch der Stadt Kiel für das Jahr 1940 ist ihr Wohnort mit Rankestr. 7 in Kiel aufgeführt.

### Werdegang

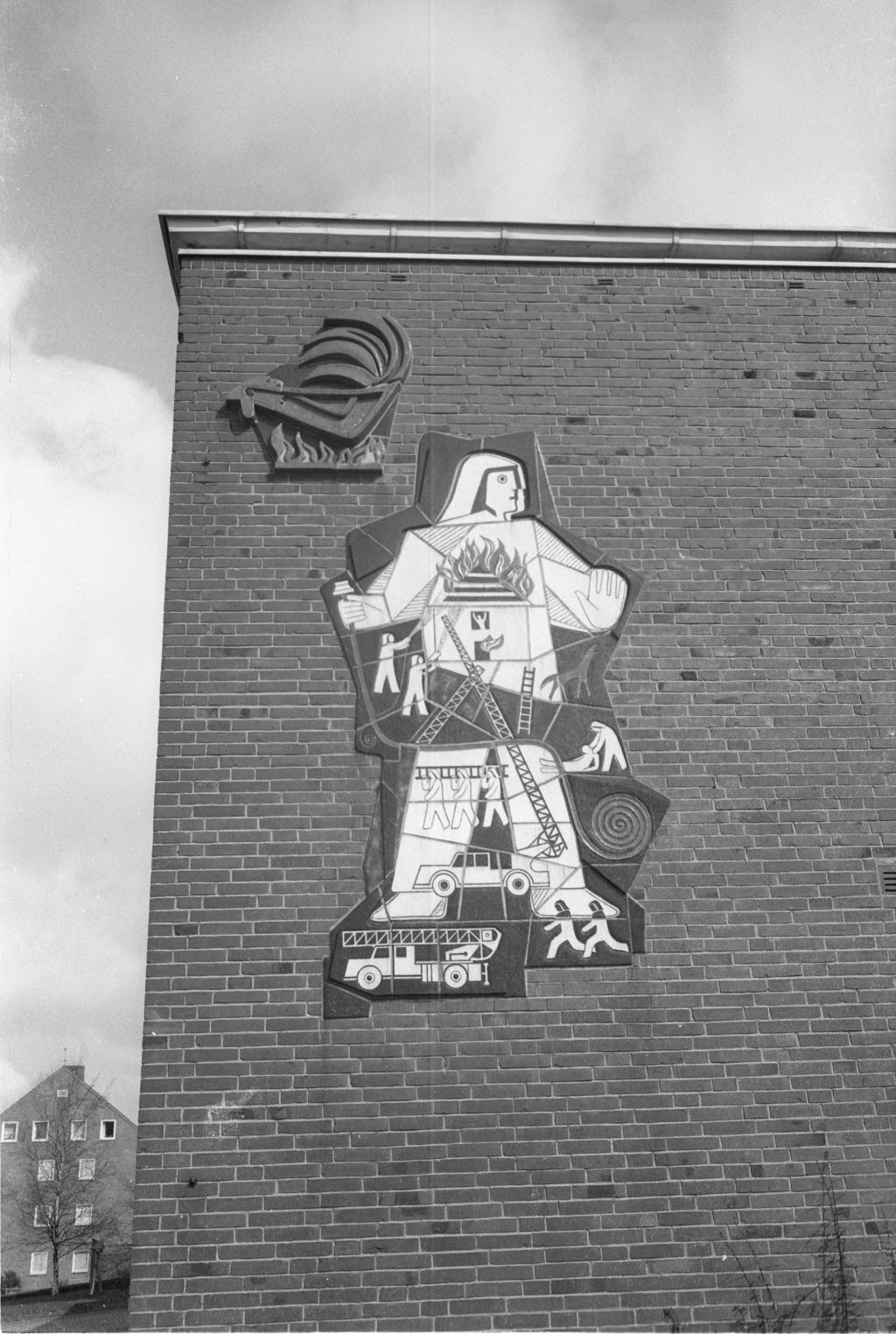
Wandkeramik "St. Florian" an der Feuerwache Ost in der Röntgenstraße 9–11 (Ecke Preetzer Straße) in Kiel

Gertrud Wiebke Schröder besuchte erst von 1919 bis 1922 die technische und kunstgewerbliche Fachschule (heute: Muthesius Kunsthochschule) in Kiel und kam darauf 1923 an die Kunstgewerbeschule und an die Kunstakademie in München; dort erhielt sie Unterricht bei dem Bildhauer Josef Wackerle. Im selben Jahr wechselte sie dann zurück zur Kunstgewerbeschule nach Kiel und wurde dort bis 1926 durch Franz Blazek (1887–1941) unterrichtet; in dieser Zeit hielt sie sich von 1925 bis 1926 in Wien auf, um sich an der Kunstgewerbeschule in der Keramikklasse von Michael Powolny weiterbilden zu lassen, der 1906 die Werkstätte Wiener Keramik gegründet hatte.

Seit 1926 arbeitete sie sowohl bei der Kieler Kunst-Keramik als auch freischaffend. Ihre Keramikarbeiten befinden sich heute im Kieler Stadtmuseum Warleberger Hof.
Ihr Entwurf für den Müllenhoff-Brunnen in Marne fand große Anerkennung, sodass sie 1932 den 1. Preis gewann. In dem Werk, das 1934 aufgestellt wurde, suchte sie Gestalten der Dithmarscher Sage vom Wunderbaum zu verbildlichen. 1932 schuf sie auch das Grabmal aus rotem Sandstein für ihre Mutter auf dem Parkfriedhof Eichhof in Kronshagen, das an der Stadtgrenze zu Kiel liegt.
Sie vertrat langfristig als Kunsterzieherin an einer Kieler Schule und erteilte von 1942 bis 1944 Modellierunterricht an der Muthesius-Werkkunstschule in Kiel; zu ihren Schülerinnen gehörte unter anderem Illa Blaue.
Während des Zweiten Weltkriegs wurden alle ihre Werke zerstört.
Nach dem Krieg hat sie, neben vielfältigen kunstgewerblichen Arbeiten, auch 1955 und 1957 Wandmosaiken für eine Schule in Lensahn, für die Kieler Käthe-Kollwitz-Schule und für die Husumer Stadtkirche ausgeführt; im April 1975 schuf sie die fünf Meter hohe Wandkeramik St. Florian an der Feuerwache Ost in Kiel.

## Ausstellungen
Vom 26. Februar bis 26. April 2015 wurden unter anderem die Kunst-Keramiken von Gertrud Wiebke Schröder in der Ausstellung Kieler Kunst-Keramik 1924–1930 im Ostholstein Museum Eutin gezeigt.

## Ehrungen und Auszeichnungen
Gertrud Wiebke Schröder erhielt 1957, 1958 und 1968 den Friedrich-Hebbel-Preis.

## Werke (Auswahl)
Der Nachlass von Gertrud Wiebke Schröder befindet sich in der Kunsthalle zu Kiel.